# Посконкин, Александр Романович
Александр Романович Посконкин (Пасконкин) (7 января 1919 — 20 сентября 1973) — краснофлотец, боец особого лыжного отряда, Герой Советского Союза.

## Биография
Александр Посконкин родился 7 января 1919 в селе Коптево Тамбовского уезда (ныне Рассказовского района Тамбовской области) в семье крестьянина. Позже вместе с семьёй переехал в город Котовск. Здесь учился в школе, окончил 5 классов. Работал сезонным рабочим в лесхозе. Учился в школе ФЗУ, потом работал слесарем на пороховом заводе.
Осенью 1939 года призван в Военно-морской флот. Через некоторое время началась советско-финская война. Александр Романович встретил войну в составе специального отряда лыжников Балтийского флота. Из Кронштадта отряд совершил марш-бросок по льду и подошёл к форту Инно на побережье Финского залива.

## Подвиг
Под населённым пунктом Мурила (один из опорных пунктов линии Маннергейма) лыжный отряд особого назначения Краснознамённого Балтийского флота принял боевое крещение — отряд встретил группу белофиннов, и завязался неравный бой. Посконкин бросил несколько гранат, тем самым уничтожив врагов, затем вступил в штыковой ближний бой, убил вражеского офицера и, взвалив на спину раненного командира группы Морозова, смог добраться до своего батальона.
Указом Президиума Верховного Совета СССР от 21 апреля 1940 года, «за образцовое выполнение боевых заданий командования на фронте борьбы с финской белогвардейщиной и проявленные при этом отвагу и геройство» краснофлотцу Посконкину Александру Романовичу присвоено звание Героя Советского Союза с вручением ордена Ленина и медали «Золотая Звезда».

## Великая Отечественная война
После войны с Финляндией Александр Посконкин был направлен на учёбу в Ленинградское военно-морское политическое училище имени А. А. Жданова, которое он успешно окончил в 1942 году.
В годы Великой Отечественной войны Александр Романович служил на Балтике в должности политрука батареи береговой обороны. В тяжёлых условиях войны коммунист Посконкин вёл активную партийно-политическую работу с артиллеристами. Затем капитан Посконкин был назначен помощником командира батареи одного из кронштадтских фортов, которые в то время были огневым щитом Ленинграда. Их орудия защищали подступы к городу на Неве, как в дни обороны, так и при снятии блокады. Они уничтожили много техники и живой силы врага. При снятии блокады в рядах наступающей морской пехоты шёл и офицер Александр Посконкин. Корректируя огонь тяжёлых батарей Кронштадта, он активно участвовал в разгроме фашистов под Ленинградом. Был контужен, но вернулся в строй. За участие в прорыве блокады Ленинграда Александр Романович был награждён орденом Отечественной войны, за последующие бои — двумя орденами Красной Звезды и многими медалями.

## После войны
После Великой Отечественной войны Александр Романович продолжал оставаться в рядах Советской армии до 1956 года.
Вернувшись в родной город, вёл большую патриотическую работу с молодёжью. Из воспоминаний Ринальды Александровны Лисициной, дочери Александра Посконкина: «Отец — добрый, сильный, всё на свете знающий. Отец, кажется, умел делать всё, что было нужно, как говорится, был мастером на все руки. Он не любил вспоминать про войну, а рассказывать про себя не любил тем более. Он говорил: „Я делал то, что и все люди, которым дорога свобода и Родина“. Всегда с шуткой, всегда с улыбкой, таким запомнила я своего отца».
Про Великую Отечественную войну написано множество литературных художественных произведений. Одним из самых известных является поэма Александра Трифоновича Твардовского «Василий Тёркин». Василий Тёркин — образ собирательный, списанный со многих бойцов, в их числе и Александр Романович Посконкин.
Александр Твардовский неоднократно встречался с Александром Посконкиным. Поэт навечно запечатлел подвиг героя в своей поэме (глава «О герое»):

Аж привстал герой:

— Ну что вы,

Что вы, — вскинул головой, —

Я как раз из-под Тамбова, —

И потрогал орден свой.

## награды
- Медаль «Золотая Звезда»;
- орден Ленина;
- орден Отечественной войны 1-й степени;
- два ордена Красной Звезды;
- медали.

## Память
- В музейном комплексе города Котовска имеется композиция, посвящённая Александру Романовичу.
- У здания управления Тамбовского порохового завода открыта аллея Героев.
- Именем Александра Романовича Посконкина названа одна из улиц города Котовска, а на доме, где он долгое время жил (Октябрьская ул., д. 25), установлена мемориальная доска, на которой написано: «В этом доме с 1957 г. по 1972 г. жил Герой Советского Союза Посконкин Александр Романович (07.01.1919 г. — 20.09.1973 г.)»[6].
- В 1996 году была учреждена городская премия, носящая его имя.
- В 2010 году на центральной площади Котовска, на стенде, посвящённом 65-летию Победы в Великой Отечественной войне, появилась экспозиция, посвящённая героям СССР, в том числе и Александру Романовичу Посконкину.
- Именем Героя названа Коптевская средняя общеобразовательная школа[7].